# Casa Marco
La Casa Marco és un monument protegit com a bé cultural d'interès local del municipi de Reus (Baix Camp). A la ciutat se'l coneix com a Cal Marco

## Descripció
Edifici d'habitatges en cantonada, de planta baixa comercial, tres plantes i terrat, amb façanes al raval de Santa Anna i a l'estret carrer de santa Anna.
Les obertures balconeres de llinda són disposades simètricament en el mateix eix vertical en els tres pisos. El conjunt de la planta baixa, a manera de sòcol, presenta composició diferent a la resta de la façana.
La tribuna és l'element més representatiu de tot l'edifici, amb intercalació de superfícies planes i cobres s'aconsegueix una composició de gran harmonia. La pilastra cantonera de la planta baixa fa de suport a una superfície plana, base per a la tribuna del primer pis. El segon i el tercer tenen superfície semi-circular amb balcons d'igual forma i d'altres triangulars. La decoració de la façana ve determinada per la mateixa volumetria de l'edifici, combinant les formes cúbiques i cilíndriques, les obertures d'arc de llinda, les columnes dòriques i les pilastres semi encastades que apareixen als diversos nivells de la tribuna, les cartel·les, els ulls de bou cecs, l'ús de motllures i mènsules dels balcons. La fusteria és de fusta, les persianes de llibret i enrotllades. Els balcons amb barana de ferro forjat.

## Història
L'edifici va ser construït el 1926 per l'arquitecte Pere Domènech Roura. A la casa d'Esteve Marco, Domènech emula les torres cantoneres amb arrencada al primer pis, tan característiques de l'arquitectura del seu pare, però no l'arriba a coronar amb tota l'ornamentació de pinacles i esferes pètries que tenia prevista al projecte original.
A la frontera entre el Noucentisme i l'Art Déco, Domènech experimenta de manera valenta amb les formes geomètriques, rectangular i circular, a les plantes de cada pis de la torre angular, lluny del que havia previst al projecte, on també s'incloïa una balustrada al balcó corregut.
El pis principal de la torre comparteix l'estructura de les llindes amb la tribuna de l'Institut Pere Mata, on encara hi havia capitells propers al modernisme, com a Cal Vilella. L'ornamentació, que ja ha perdut tot l'enfarfegament i cromatisme de mosaics i esgrafiats, segueix existint però de manera continguda al ferro de les balconades, en els elements petris de les llindes, i en el coronament de l'immoble.